# Saltator coerulescens
Saltator coerulescens là một loài chim trong họ Thraupidae.
Loài này phân bố ở các khu vực nhiệt đới của châu Mỹ.